# Universidade Fudan
A Universidade de Fudan (chinês tradicional: 復旦大學, pinyin: Fùdàn Dàxué) é uma universidade situada em Xangai, China. É uma das universidades mais antigas e de mais prestígio na República Popular da China. Seu predecessor institucional fundou-se em 1905, pouco antes do fim da Dinastia Qing.

## História
A Universidade de Fudan fundou-se em 1905 como Fudan Public School. Ambos símbolos de escritura Fudan (復旦) os tomou o pai jesuita Ma Xiangbo (马相伯) do clássico confucianico (《尚书大传•虞夏传》). Em 1917 transformou-se a escola pública na Universidade Privada de Fudan (私立復旦大學) com bachiller. Ao começo de Guerra Sino-Japonesa em 1937 a universidade mudou-se ao centro da cidade de Chongqing, onde em 1941 se transformou em universidade pública National Fudan University (國立復旦大學). Ao final da Segunda Guerra Mundial regressou a universidade a Xangai.

## Personalidades
- Tong Dizhou (童第周),
- Seu Buqing (苏步青) (1902–2003), matemático chinês
- Xu Fancheng (徐梵澄)
- Fujia Yang (杨福家 Yang Fujia)
- Tão Jiazhen (谈家桢) (1909–2008), genético chinês
- Xie Xide (谢希德)
- Lu Hefu (卢鹤绂)
- Gu Chaohao (谷超豪)
- Zhao Jingshen